# ماروین پلاتنهارد
ماروین پلاتنهارد (آلمانی: Marvin Plattenhardt؛ زادهٔ ۲۶ ژانویهٔ ۱۹۹۲) بازیکن فوتبال اهل آلمان است.
از باشگاه‌هایی که در آن بازی کرده‌است می‌توان به هرتابرلین و نورنبرگ اشاره کرد.
پلاتنهارد در جام کنفدراسیون‌ها ۲۰۱۷ همراه با تیم آلمان قهرمان این دوره از رقابت‌ها شد.